# Nicolas d'Amiens
Nicolas d'Amiens (né en 1147, mort après 1204), chanoine d'Amiens, est un auteur théologien connu pour être disciple de Gilbert de la Porrée, évêque de Poitiers.  

## Biographie

### Un disciple de Gilles de la Porée
Il est mentionné dans le Second voyage littéraire de deux bénédictins de Saint-Maur, où ces deux moines portent témoignage qu'ils ont vu un ouvrage de Gilbert de la Porrée, des commentaires sur les livres de la Trinité de Boèce, où le portrait de Nicolas, accompagné d'une dédicace le nommant, figurait dans l'enluminure de la lettre initiale de l'ouvrage. Il s'agit du ms. VALENCIENNES, Bibliothèque municipale, 0197 (189), f. 4 et 5. La même dédicace indique que Nicolas a écrit des commentaires pour expliquer les points les plus obscurs de la doctrine de son maître. On lui a également attribué des commentaires bibliques à l'authenticité incertaine.

. Il est le compilateur d'une chronique universelle dans laquelle il inscrit la date de sa naissance à l'année 1147 (Vatican, BAV, Reg. lat. 454).

### Un théologien catholique
Moins de 15 ans après la mise en accusation de Gilbert de la Porrée Nicolas est tenu en grande estime par le pape Alexandre III - et apparemment par nombre d'autres grands prélats. Deux lettres d'Alexandre III le concernent : l'une, adressée à Nicolas entre 1159 et 1161, le complimente sur son travail ; l'autre, adressée à Henri Ier de France archevêque de Reims, exprime le mécontentement du pape à ce que son prédécesseur Samson de Mauvoisin (mort en 1161) n'aie pas obéi à ses demandes répétée de fournir une prébende à Nicolas, et enjoint l'archevêque Henri d'obtempérer sans plus de retard.
De ces deux lettres on peut voir la grande considération en laquelle était tenu Nicolas, ce avant même qu'il ait écrit le principal ouvrage de lui qui nous est parvenu : Ars fidei catholicae est un exposé concis et orthodoxe de la doctrine chrétienne, caractéristique de la théologie axiomatique et dialectique des écoles de la fin du XIIe siècle. Rien n'y rappelle les thèses condamnées de son maître Gilbert de la Porrée, ce qui n'a rien d'étonnant puisque Gilbert avait lui-même rétracté ses erreurs en 1147/1148, l'année même de la naissance de Nicolas d'Amiens. 
Il ne faut pas confondre Nicolas d'Amiens avec Nicolas Coqueret, prêtre d'Amiens (ca. 1410-1468).